# Ponana extensa
Ponana extensa är en insektsart som beskrevs av Delong 1942. Ponana extensa ingår i släktet Ponana och familjen dvärgstritar. Inga underarter finns listade i Catalogue of Life.